# Mesék a dzsungelből
A Mesék a dzsungelből vagy A dzsungel ritmusa (eredeti cím: Jungle Beat) 2006-os észak-afrikai 3D-s számítógépes animációs sorozat. Ebben a sorozatban nincs beszéd, de a szereplők gyakran nevetnek, sikoltoznak vagy huhognak. A sorozat hangjai Rodney Newman, Gavin Peter, Matthew Gair, Brent Dawes, Dorian Burstein, Adam Neill, Leon Clingman, Irene Van Niekerk, Davina Jogi, Charles Tertiens, Wesley Lerwill, Tinarie van Wyk Loots, Roger Hawkins és Nicola Jackman.
A sorozatnak nem készült magyar szinkronja, de a magyar csatornák kétféle címet adtak neki. A JimJam "Mesék a dzsungelből", a Boomerang pedig "A dzsungel ritmusa" címmel sugározza. Előbbi csak az első két évadot, míg utóbbi csak a harmadik évadot sugározza.

## Cselekmény
A sorozat különféle állatokat mutat be, akik igen szokatlan és számukra rendkívül kellemetlen helyzetekbe keverednek, mely gyakran ellenkezik a valódi tulajdonságaikkal. Például sötétségtől reszkető szentjánosbogár és nyakfájdalmakkal bajlódó zsiráf is szerepel a sorozatban.

## Epizódlista
A sorozat egy epizódja általában 5 percig tart. A JimJam egy egész blokkban, míg a Boomerang általában a reklámszünetekben sugározza (de az új epizódok premierje blokkban történik). Emellett a Boomerang a sorozat spinn-offját, a Jungle Beat: Explorerset is sugározza.

### 1. évad[4]
| #  | #  | Magyar cím | Eredeti cím                           |
| -- | -- | ---------- | ------------------------------------- |
| 1  | 1  |            | Always Take the Weather with You      |
| 2  | 2  |            | You Give Me Fever                     |
| 3  | 3  |            | I Want to Break Free                  |
| 4  | 4  |            | Because I Got High                    |
| 5  | 5  |            | Born to Be Wild                       |
| 6  | 6  |            | Stuck on You                          |
| 7  | 7  |            | Shout, Shout, Let It All Out          |
| 8  | 8  |            | And So the Feeling Grows              |
| 9  | 9  |            | Moondance                             |
| 10 | 10 |            | Yes We Have No Bananas                |
| 11 | 11 |            | I've Looked at Clouds from Both Sides |
| 12 | 12 |            | I've Got You Under My Skin            |
| 13 | 13 |            | Love Is in the Air                    |

### 2. évad[5]
| #  | #  | Magyar cím | Eredeti cím                         |
| -- | -- | ---------- | ----------------------------------- |
| 14 | 1  |            | Because You're Gorgeous             |
| 15 | 2  |            | I Believe I Can Fly                 |
| 16 | 3  |            | You Don't Bring Me Flowers          |
| 17 | 4  |            | Blowin' in the Wind                 |
| 18 | 5  |            | I Love Rock and Roll                |
| 19 | 6  |            | If at First You Don't Succeed       |
| 20 | 7  |            | This Little Light of Mine           |
| 21 | 8  |            | Somewhere Over the Rainbow          |
| 22 | 9  |            | Bent                                |
| 23 | 10 |            | I'm Like a Bird                     |
| 24 | 11 |            | Down by the Riverside               |
| 25 | 12 |            | I've Got a Lovely Bunch of Coconuts |
| 26 | 13 |            | There's No Place Like Home          |

### 3. évad[6]
| #  | #  | Magyar cím          | Eredeti cím                |
| -- | -- | ------------------- | -------------------------- |
| 27 | 1  | Pici bubik          | Tiny Bubbles               |
| 28 | 2  | Ezt kapd ki!        | Can't Touch This           |
| 29 | 3  | Belezúgva           | Crush                      |
| 30 | 4  | Otthon, édes otthon | There's No Place Like Home |
| 31 | 5  | Rázós szitu         | Thunderstruck              |
| 32 | 6  | Befalazva           | Another Brick in the Wall  |
| 33 | 7  |                     | Footloose                  |
| 34 | 8  |                     | Can't Fight This Feeling   |
| 35 | 9  | Felemelve           | Lifted                     |
| 36 | 10 | Meglógva            | Runaway                    |
| 37 | 11 |                     | Wake Me Up                 |
| 38 | 12 |                     | Deeper Underground         |
| 39 | 13 |                     | The Winner Takes All       |